# Social ulighed
Social ulighed eller social forskel handler om forskelle i menneskers adgang til samfundets resurser og om hvorvidt mennesker har lige levevilkår.
Studiet af social ulighed beskæftiger sig med mekanismerne bag og konsekvenserne af disse forskelle. Social ulighed refererer altså til samfundsprocesser, som begrænser eller skader en gruppes sociale status, levevilkår og livschancer. Områder, hvor social ulighed gør sig gældende, omfatter adgang til stemmeret, ytrings- og forsamlingsfrihed, rækkevidden af ejendomsrettigheder og adgang til uddannelse, sundhedsvæsen, ordentlige boligforhold, transport, ferie og andre samfundsgoder og tjenester. Derudover kan uligheden ses i kvaliteten af familiens og nabolagets dagligliv, beskæftigelse, arbejdstilfredshed og adgang til lånemuligheder. Hvis disse økonomiske forskelle er vedvarende, kan de føre til social ulighed.
Årsagerne til social ulighed kan variere, men er ofte mangeartede og vidtrækkende. Sociale uligheder eksisterer mellem etniske og religiøse grupper, klasser og lande, hvilket gør begrebet social ulighed til et globalt fænomen. Social ulighed adskiller sig fra økonomisk ulighed, selvom de to begreber er beslægtede. Social ulighed refererer til skævheden i fordelingen af indkomst og økonomiske aktiver såvel som den overordnede kvalitet af hver persons tilværelse i et samfund, mens økonomisk ulighed skyldes ulige formueakkumulation; social ulighed eksisterer, fordi de manglende resurser på visse områder forhindrer de pågældende personer i at opnå de samme boligforhold, sundhedstilstand osv. som mere velstående grupper i samfund, hvor adgang til disse sociale goder afhænger af folks økonomiske formåen.
Social ulighed kan hænge sammen med ulighed mht. formue, køn, alder, race og etnisk herkomst, kaste, klasse og sundhedsforhold. 
I debatten om social ulighed er der tre centrale spørgsmål, som der ikke er enighed om: Er social lighed ønskeligt, hvem skal i så fald være lige, og hvad er det, der skal være lige? Der er således forskel på lighed i muligheder og lighed i udfald. 

## Social ulighed og samfundsvidenskaberne
Undersøgelser af social lighed trækker på flere forskellige samfundsvidenskaber: økonomi, sociologi og politologi. 
Økonomiske analyser beskæftiger sig med fordelingen af de økonomiske resurser. Finansministeriet, Det Økonomiske Råd og Arbejderbevægelsens Erhvervsråd offentliggør jævnligt analyser af den økonomiske fordeling og den økonomiske ulighed i Danmark. Her spiller markedsforhold en central rolle, og forholdet mellem fordeling og økonomiske incitamenter er i højsædet. Skattesystemet påvirker således både den økonomiske fordeling og tilskyndelsen til at arbejde eller spare op.
Sociologiske analyser beskæftiger sig med konsekvenserne af den økonomiske fordeling for forskellige grupper i befolkningen. Blandt andet SFI - Det Nationale Forskningscenter for Velfærd (tidligere Socialforskningsinstituttet) og analysecentret CASA offentliggør sådanne analyser. Begreber som sammenhængskraft, kulturelle forhold og arbejdsdeling i forbindelse med stigende specialisering spiller en vigtig rolle her.
Politologiske analyser beskæftiger sig blandt andet med de forskellige befolkningsgruppers adgang til magt, såvel økonomisk, kulturel og vidensmæssig som politisk magt. Et eksempel er de analyser, Magtudredningen har foretaget i Danmark.

## Ulighed i økonomiske forhold
Ulighed i økonomiske forhold måles ofte ved den årlige bruttoindkomst, dvs. indkomsten før skat, eller den disponible indkomst, som er indkomsten efter skat. Et alternativ er at se på den disponible realindkomst, som er indkomsten efter skat korrigeret for løbende prisstigninger. Man kan også vælge at se på folks livsindkomst, som er en beregning af den samlede forventede indkomst over hele livet under nogle givne forudsætninger. Forskelle i indkomsterne hænger blandt andet sammen med folks arbejdstid, uddannnelse og erfaring. Lønforskelle mellem mænd og kvinder kan således i høj grad forklares ud fra forskellene i uddannelse og arbejdstimer. En yderligere mulig forklaring kan være diskrimination. Også aldersforskelle og geografiske forskelle hænger sammen med indkomstforskelle. Undersøgelser af indkomstforskelle hænger sammen med undersøgelser af fattigdom, hvormed kan menes absolut fattigdom eller relativ fattigdom.

## Ulighed i uddannelse
Uligheder i uddannelse måles typisk ved to ting: hvor lang tid man har befundet sig i uddannelsessystemet, og om man har en kompetencegivende uddannelse eller ej. I 2004 havde godt 40 % af den danske befolkning således ikke en kompetencegivende uddannelse, mens 35 % havde en erhvervsuddannelse og resten en videregående uddannelse (opdelt på korte, mellemlange og lange videregående uddannelser). Forskellige undersøgelser viser, at forskelle i uddannelsesniveauer i Danmark som andre vestlige lande blandt andet kan forklares med kønsmæssige forskelle og med forskelle i uddannelsesadfærden hos børn og unge med forskellig social baggrund. Der er således et element af social arv i uddannelsessystemet, så ens forældres uddannelsesbaggrund har stor betydning for, om man får en uddannelse, og hvilken slags uddannelse man får. Ligeledes spiller geografiske forskelle en rolle. Forskelle i uddannelsesbaggrund har omvendt betydning for indkomsten og tilknytningen til arbejdsmarkedet.

## Ulighed i beskæftigelse og ledighed
Ulighed i beskæftigelse og ledighed måles typisk ved erhvervsfrekvenser, arbejdstid (f.eks. heltid eller deltid) og ledighedsprocent. Forskelle i beskæftigelseschance og arbejdsløshedsrisiko kan i høj grad forklares ud fra uddannelse, helbred, bopæl, familieliv og etnisk baggrund.

## Ulighed på boligområdet
Uligheden på boligmarkedet handler om forskelle i boligernes størrelse, kvalitet, beliggenhed og ejerforhold (ejer-, andels- eller lejeboliger). To tredjedele af alle danskere bor i ejerbolig, mens en tredjedel bor i lejebolig. Tæller man husstande, er der imidlertid næsten lige mange i ejer- og i lejeboliger, da husstande i ejerboliger typisk er større. Udviklingen i ejendomspriserne betyder dermed også meget for udviklingen i de økonomiske forskelle mellem befolkningsgrupperne. Forskelle på boligområdet kan forklares dels med økonomi, dels med demografiske forhold. Unge og ældre bor således i vid udstrækning til leje, mens børnefamilier hyppigst bor i ejerboliger. Forskelle på boligområdet, og især en ændring i retning af, at boligområderne bliver socialt mindre blandede, kan gå ud over sammenhængskraften i samfundet.

## Ulighed på sundhedsområdet
Der er mange måder at måle ulighed på sundhedsområdet på. Man kan f.eks. se på sygdomsbetinget fravær fra arbejdsmarkedet, antallet af indlæggelser på sygehusene, medicinforbrug eller befolkningens sundhedsadfærd (f.eks. rygning og alkoholforbrug). Spædbørnsdødelighed og gennemsnitlig levealder har traditionelt været brugt som indikatorer for sundhedstilstanden i et land.
Nogle forskelle i sundhedstilstanden hænger sammen med forholdene på arbejdsmarkedet, mens andre har forbindelse til sundhedsadfærden i form af kost og motionsvaner. Undersøgelser tyder i begge tilfælde på, at folk med færre sociale resurser i form af uddannelse og økonomi alt andet lige er mere udsatte.